# Smolice (powiat łęczycki)
Smolice – wieś w Polsce położona w województwie łódzkim, w powiecie łęczyckim, w gminie Grabów.
Wieś szlachecka położona była w drugiej połowie XVI wieku w powiecie łęczyckim województwa łęczyckiego. W latach 1975–1998 miejscowość należała administracyjnie do województwa konińskiego.
Wieś w pobliżu rzeki Ner wzmiankowana w dokumencie Władysława Łokietka z 1286 r. W XIX w. Smolice należały do rodziny Skrzyńskich a następnie przez pokrewieństwo do Zieleniewskich. Zostały skonfiskowane przez Rosjan za udział Karola Zieleniewskiego w Powstaniu Styczniowym. Tę informację należy traktować jako legendę, która mocno zakorzeniła i utrwaliła się w świadomości okolicznych mieszkańców. Karol Zieleniewski urodził się w Smolicach 20.11.1888 r. Jego ojciec Witold Ludwik Zieleniewski urodził się w Nagórkach 25.08.1850 r. Był synem Jana i Wiktorii z Skrzyńskich. W chwili wybuchu Powstania Styczniowego miał niespełna 13 lat.  Zieleniewscy powrócili do majątku w 1918 r. W ich rękach Smolice pozostawały do II wojny światowej, kiedy to skonfiskowali je hitlerowcy, a po 1945 r. władze komunistyczne. We dworze urodziła się znana dziennikarka i pisarka z Zieleniewskich Maria Ginter, która opisała Smolice w książkach Galopem i na przełaj i Z wiatrem i pod wiatr. 

## Zabytki
Według rejestru zabytków Narodowego Instytutu Dziedzictwa na listę zabytków wpisane są obiekty:
- zespół dworski z końca XIX w., nr rej.: 307/49 z 14.05.1984:
  - dwór
  - park